# الحدايدة
الحدايدة  قرية فلسطينية من قرى الضفة الغربية وتقع في محافظة بيت لحم وقد وقعت تحت الاحتلال الإسرائيلي في حرب 1967 ولكنها تتبع السلطة الوطنية الفلسطينية الآن ولها مجلس قروي.